# ロストフ・アリーナ
ロストフ・アリーナ（露: Ростов Арена）は、ロシア・ロストフ・ナ・ドヌのスタジアム。2018 FIFAワールドカップの試合会場となった。
Populousが設計を担当し、ドン川の新市街に位置している。

## 歴史

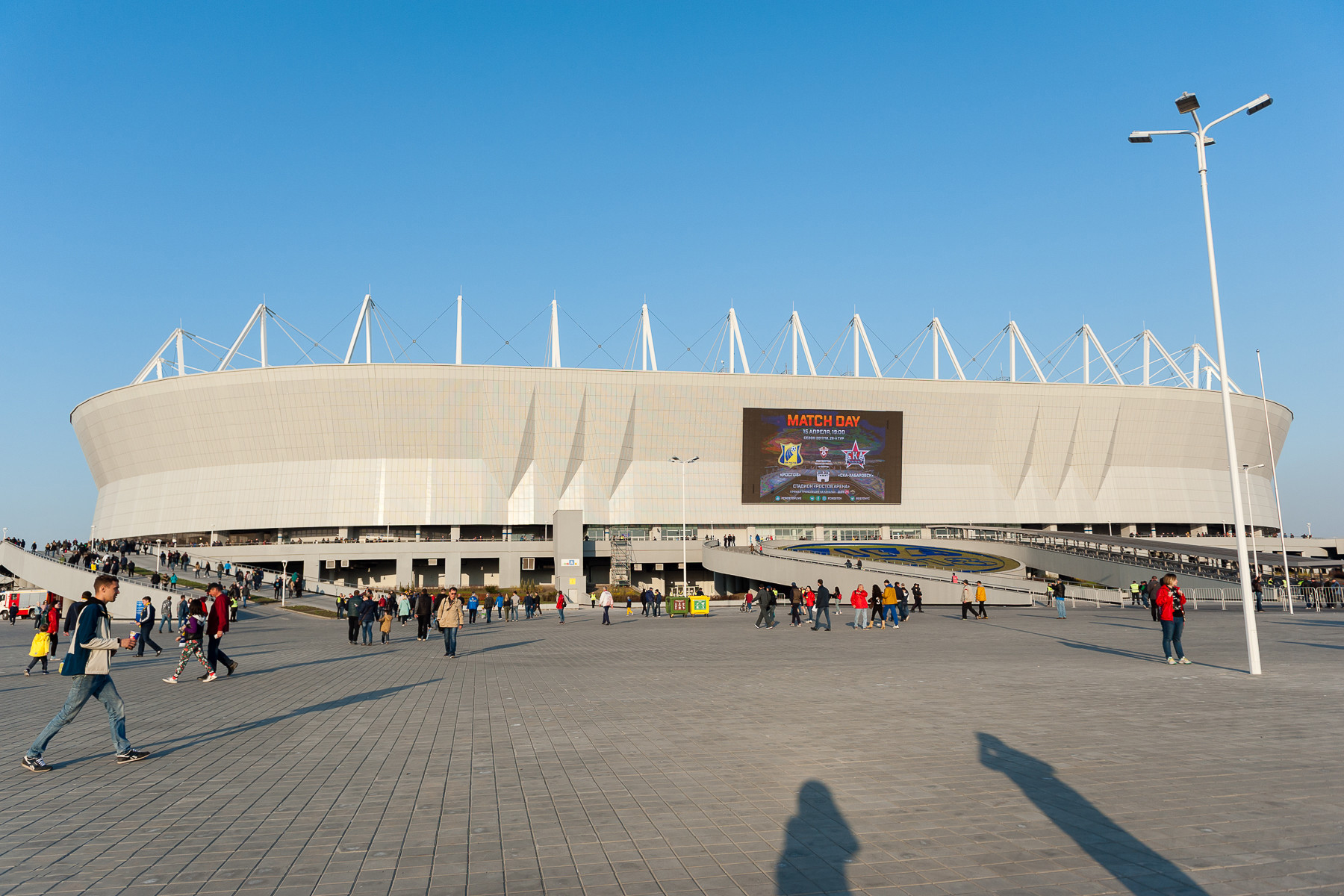
ロストフアリーナ

2013年6月、スタジアムの着工中に、第二次世界大戦の5つの砲弾が発見され、ほぼ完全に保存されていた。2013年8月、スタジアムの砂地の沖積土台の工事が始まった。基礎工事は2014年5月に完了。
2015年10月にスタジアムの下部構造の建設が開始。12月には、建設現場で重機と建設資材の搬入が開始。 2015年1月、乗組員は杭打ちを開始。2015年3月、スタジアムプロジェクトが修正され、建設費が30億ルーブルに削減された。2015年夏に杭打ちが完了し、上部工事が始まった。2015年12月、金属製のルーフフレームの取り付け作業が開始された。 
2016年7月、コンクリートスタジアムボウルの工事が始まった。更に、建築業者はファサードの建設を開始し、スタジアムに隣接する領域の造園を開始。2016年11月、スタジアムのメインボウルの鉄筋コンクリート工事が完全に完了し、屋根の耐力構造の設置が開始された。
2017年12月22日にスタジアムの建設が正式に完了。 
2018年4月15日、スタジアムではFCロストフと FC SKA-ハバロフスクのこけら落としを開催。スタジアムは2018年5月13日に正式にオープンし、FCロストフとFKウラルの親善試合が行われた。

## 設計

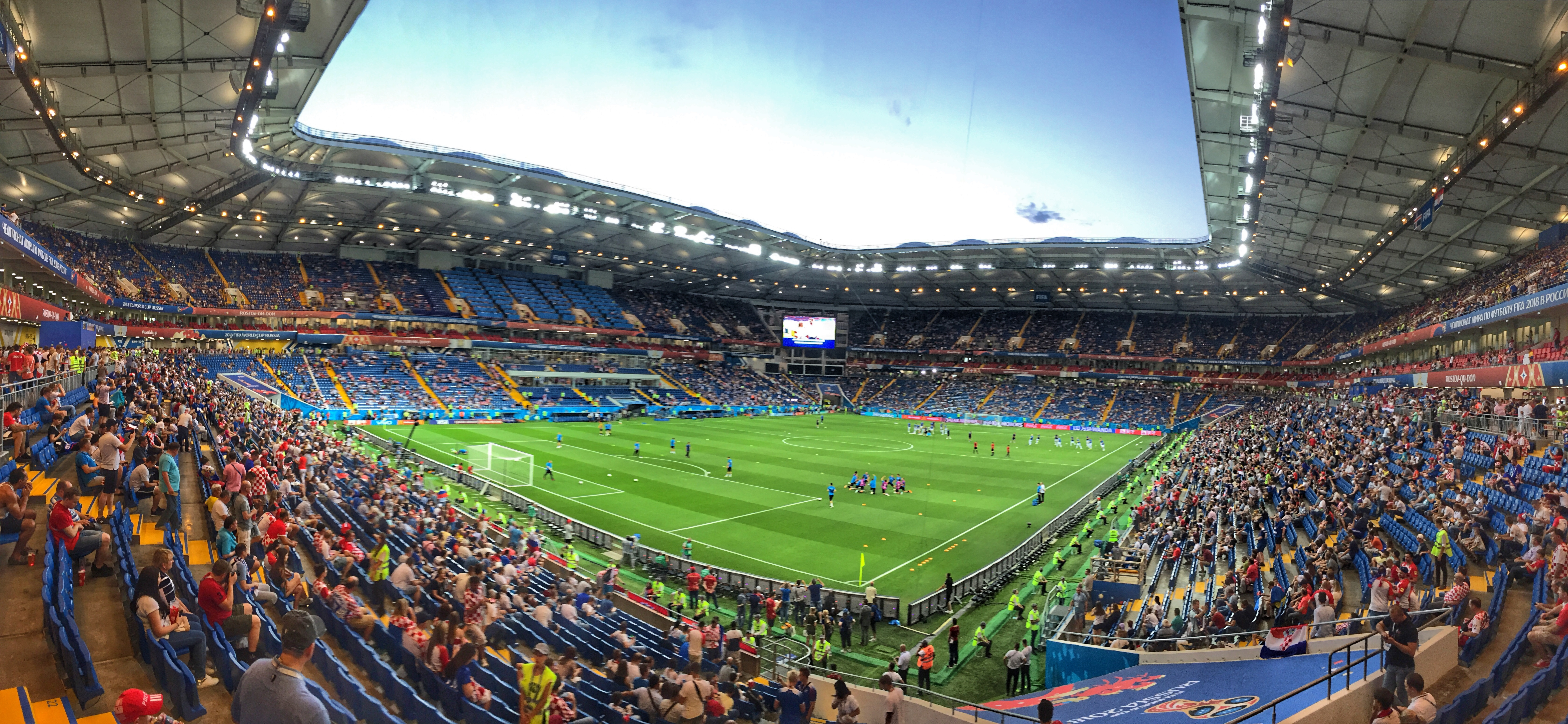
ロストフアリーナ

2011年、新しいスタジアムの最終デザインが Populous によって発表された。ルーフもスタンドも異形形状が特徴。 2018年ワールドカップに向けて、座席の一部は仮設となる。トーナメント終了後、収容人数は 42,000人に減少する可能性がある。ロストフ地方の主任建築家が確認した様に、このスタジアムは新しい市の中心部の出発点になる予定。これは、ドン川の南岸に建設された最初の大規模プロジェクトで、残りの都市は北に位置している。スタジアムの総費用は 19,840億ルーブル。ショッピングや食事の目的地を備えたこのスタジアムは、投資や新たな開発の中心として機能する。

## 2018 FIFAワールドカップ
| 開催日  | 時間(UTC+3) | チーム#1     | 結果 | チーム#2       | ラウンド   | 観衆   |
| ------- | ----------- | ------------ | ---- | -------------- | ---------- | ------ |
| 6月17日 | 21:00       | ブラジル     | 1–1  | スイス         | Group E    | 43,109 |
| 6月20日 | 18:00       | ウルグアイ   | 1–0  | サウジアラビア | Group A    | 42,678 |
| 6月23日 | 18:00       | 韓国         | 1–2  | メキシコ       | Group F    | 43,472 |
| 6月26日 | 21:00       | アイスランド | 1–2  | クロアチア     | Group D    | 43,472 |
| 7月2日  | 21:00       | ベルギー     | 3–2  | 日本           | ラウンド16 | 41,466 |